# The Ghost
The Ghost er en indie rock, elektropop-gruppe fra Færøerne og består af Filip Mortensen (vokal) og Urbanus Olsen på guitar, mens Andreas Dalsgaard har spillet med på trommer ved den færøske G! Festival 2009.
6. juni 2010 udgav gruppen sin første single City Light og den 21. juni deres første album War Kids.

## References
1. ↑  Christian Erin-Madsen (23. juli 2009). "The Ghost G! Festival, Gøta, Færøerne". Gaffa. Arkiveret fra originalen 3. oktober 2010. Hentet 17. juli 2010.
2. ↑  "The Ghost (myspace)". Hentet 17. juni 2010.

| Musikgruppe | Spire Denne artikel om en musikgruppe er en spire som bør udbygges. Du er velkommen til at hjælpe Wikipedia ved at udvide den. |